# James Baxter
James Baxter (Bristol, 24 maggio 1967) è un animatore britannico. È stato inizialmente conosciuto per il suo lavoro in diversi film della Walt Disney Animation Studios, tra cui vari personaggi in Chi ha incastrato Roger Rabbit, Belle in La bella e la bestia, Rafiki in Il re leone e Quasimodo in Il gobbo di Notre Dame.
Dopo Il gobbo di Notre Dame (1996), Baxter è passato alla DreamWorks Animation, dove ha lavorato a film come Il principe d'Egitto, La strada per El Dorado, Spirit: Cavallo Selvaggio, Shrek 2 e Madagascar. All'inizio del 2005, Baxter ha lasciato anche la DreamWorks e si è messo in proprio come animatore indipendente. È diventato il capo del suo studio, James Baxter Animation, a Pasadena, in California, dove ha diretto l'animazione per il film del 2007 Come d'incanto e i titoli di testa di Kung Fu Panda della DreamWorks, per il quale ha ricevuto un Annie Award. Dopo l'uscita di Kung Fu Panda nel 2008, Baxter ha chiuso il suo studio ed è tornato alla DreamWorks come supervisore all'animazione. Mentre lavorava alla DreamWorks, Baxter ha lavorato a film come Mostri contro Alieni , Dragon Trainer e I Croods. Nel 2017, Baxter ha lasciato ancora una volta la DreamWorks ed è andato a lavorare per Netflix.
Nel maggio 2013, Baxter è stato animatore ospite per un episodio della quinta stagione di Adventure Time intitolato "Il Cavallo James Baxter". La storia dell'episodio si concentra sui personaggi principali che cercano di emulare un cavallo che può rallegrare tutti nitrindo al suo nome (James Baxter) e bilanciandosi su un pallone da spiaggia. Sia l'animazione che la voce del cavallo sono state fornite dallo stesso Baxter. Il titolo dell'episodio presenta un disegno del cavallo che disegna un cavallo su un pallone da spiaggia, mentre è seduto a un tavolo d'animazione. Un secondo episodio incentrato sulle origini del personaggio, "Il ritorno di James Baxter", è andato in onda durante l'ottava stagione dello show, con Baxter che ancora una volta anima e dà voce al suo personaggio.
Nel 2018, Baxter, insieme ai colleghi animatori Stephen Hillenburg (mesi prima della sua morte), Amanda Forbis e Wendy Tilby hanno vinto il Winsor McCay Award agli Annie Awards 2018.

## Biografia
James Baxter ha lavorato in vari programmi tra cui in una scena di Adventure Time, nella sigla di Gravity Falls e in alcune scene di Steven Universe.